# Sideritis sericea
Sideritis sericea là một loài thực vật có hoa trong họ Hoa môi. Loài này được Pers. miêu tả khoa học đầu tiên năm 1806.